# チルコ・マッシモ駅
チルコ・マッシモ駅(Circo Massimo)はローマ地下鉄のB線の駅の一つで、1955年2月10日に落成した。
駅名になったチルコ・マッシモの東端にあり、植民省の庁舎として建てられたFAO事務局の隣である。
駅の出口は上下線で分かれていて、アヴェンティーノ大通りの測道にある。
2002年までは駅の近くにアクスムのオベリスクがあった。

## 周辺
- チルコ・マッシモ (Circo Massimo)
- カペーナ門
- カラカッラ浴場 (Terme di Caracalla)
- パッセッジャータ・アルケオロージカ (Passeggiata Archeologica)
- アヴェンティーノ (Aventino)
- チェルキ通り (Via dei Cerchi)
- ロゼート・コムナーレ (Roseto comunale)
- サン・サーバ地区（リオーネ）
- アヴェンティーノ大通り (Viale Aventino)
- スタディオ・デッレ・テルメ (Stadio delle Terme)

### 教会
- サンタ・マリア・イン・コスメディン教会(Santa Maria in Cosmedin、真実の口がある)
- サンタ・バルビーナ聖堂 (Santa Balbina)
- サンタ・サビーナ聖堂 (Santa Sabina)
- サンティ・アレッシオ・エ・ボニファーチョ教会 (Santi Alessio e Bonifacio)
- サンタプリスカ教会 (Santa Prisca)
- サン・サーバ聖堂 (San Saba)
- サン・グレゴーリオ・アル・チェーリオ教会 (San Gregorio al Celio)